# Mircea Crețu
Mircea Crețu (n. 1943, Mediaș, Sibiu, România- d. 10 februarie 2018 Cluj-Napoca, Cluj, România) a fost deputat român în legislatura 1990-1992 și în legislatura 1992-1996, ales în județul Cluj pe listele partidului PUNR. Mircea Crețu a fost doctor în științe tehnice și profesor  la Universitatea Tehnică din Cluj-Napoca. În cadrul activității sale parlamentare în legislatura 1990-1992. A fost membru al mai multor asociații profesionale printre care: Asociația Generală a Inginerilor din România(AGIR) și al Asociației Române de Robotică. Mircea Crețu a fost membru în grupurile parlamentare de prietenie cu Statul Israel, Republica Federală Germania, Republica Chile, Canada și Republica Coreea. În legislatura 1990-1992, Mircea Crețu a înregistrat 4 luări de cuvânt în ședințe parlamentare. 